# Escape (película)
Escape es una película hispano-francesa de thriller escrita, dirigida y coproducida por Rodrigo Cortés, basada en la novela homónima de Enrique Rubio. Está protagonizada por Mario Casas. Ha sido estrenada en cines españoles el 31 de octubre de 2024, con distribución de Beta Fiction Spain.

## Argumento
Ene (Mario Casas) es un hombre estropeado, algo no va bien en su interior y no quiere tomar una sola decisión más, sólo apearse del mundo, dejando de tener opciones. El psicólogo a quien visita no sabe cómo abordarlo, tampoco Abril (Anna Castillo), su hermana, que intenta apoyarlo sin frutos. N. sólo quiere vivir en la cárcel, y hará cuanto sea necesario para conseguirlo. Cada vez cometerá delitos más graves, sin que sus allegados consigan disuadirle, llegando al punto de que el juez se proponga hasta donde podrá llegar para no concederle su propósito.

## Reparto
- Mario Casas como N.
- Anna Castillo como Abril
- José Sacristán como el Juez Implacable
- Josep Maria Pou como un Cura
- Blanca Portillo como la Doctora Giráldez
- Guillermo Toledo como Alberto
- Juanjo Puigcorbé como Alcalde
- Albert Pla como Julián
- José García como Marco Aurelio
- Francisco Javier Pastor como Buba

## Producción
El 25 de enero de 2023, se anunció que Rodrigo Cortés estaba desarrollando, junto a la productora Nostromo Pictures, una adaptación a cine del libro Escape de Enrique Rubio como su primera película en español desde su ópera prima Concursante en 2007, con Mario Casas como protagonista. En mayo de 2023, se anunció que el aclamado cineasta estadounidense Martin Scorsese sería el productor ejecutivo de la película. El 31 de mayo de 2023, se anunció que el rodaje de la película había comenzado en varias localizaciones de Madrid, y el 27 de julio de 2023 se anunció que dicho rodaje había concluido después de ocho semanas.
Junto a Casas, se anunció primeramente el fichaje de Anna Castillo como coprotagonista de la película, para más tarde anunciar a todo el elenco, formado por: José Sacristán, Josep Maria Pou, Blanca Portillo, Guillermo Toledo, Juanjo Puigcorbé, David Lorente, Albert Pla y José García. Tanto Casas como Castillo confirmaron que los personajes fueron escritos por Cortés para ellos, y lo aceptaron sin dudarlo. Además cuentan que para prepararse sus personajes utilizaron métodos muy diferentes entre ellos; mientras Casas se aisló durante en rodaje y mantenía manías compulsivas para asemejarse más a N., Castillo se preparó su personaje de manera más naturista.

## Lanzamiento
El 2 de febrero de 2024, la distribuidora Beta Fiction Spain anunció que Escape se estrenaría en cines españoles el 31 de octubre de 2024. El tráiler fue lanzado en julio, junto a la portada oficial de la película. Previo a su pase en cines, tuvo el estreno mundial en el Festival Internacional de Cine de San Sebastián en septiembre del mismo año.

## Recepción

### Crítica
La película obtuvo críticas generalmente positivas por parte de la prensa especializada. Tanto Martin Scorsese, productor de la película, como Enrique Rubio, escritor de la novela en la que se basa la película, han alabado el guion, la originalidad y la cinta en general.
Raquel Hernández de Hobby Consolas valoró que Rodrigo Cortés apostó por «una propuesta cinematográfica de corte surrealista, tan original y refrescante como desconcertante y atrevida», destacando «los diálogos, el curiosísimo sentido del humor, la deconstrucción de una fuga y las secuencias del tribunal presidido por José Sacristán», además de recalcar las interpretaciones de Mario Casas y Anna Castillo. Jorge Loser de Espinof escribió que Escape es «la mejor película rodada de la filmografía de Rodrigo Cortés, e incluso la que tiene mejores actuaciones». Luis Martínez de El Mundo concluyó que la película «se lo permite todo. Es comedia, fábula moral, cuento fantástico, película carcelaria, thriller judicial y, cuando nadie mira, ensayo, incluso parodia, sobre los clichés que emplea habitualmente el cine para confeccionar comedias, fábulas morales, cuentos fantásticos, películas carcelarias y 'thrillers' judiciales. Toda ella está organizada en siete capítulos y cada uno recibe uno de los nombres de los enanitos del cuento de Blancanieves».

### Premios y nominaciones
80.ª edición de las Medallas del Círculo de Escritores Cinematográficos
| Categoría            | Premiado       | Resultado |
| -------------------- | -------------- | --------- |
| Mejor guion adaptado | Rodrigo Cortés | Nominado  |